# 샤리시 양조장

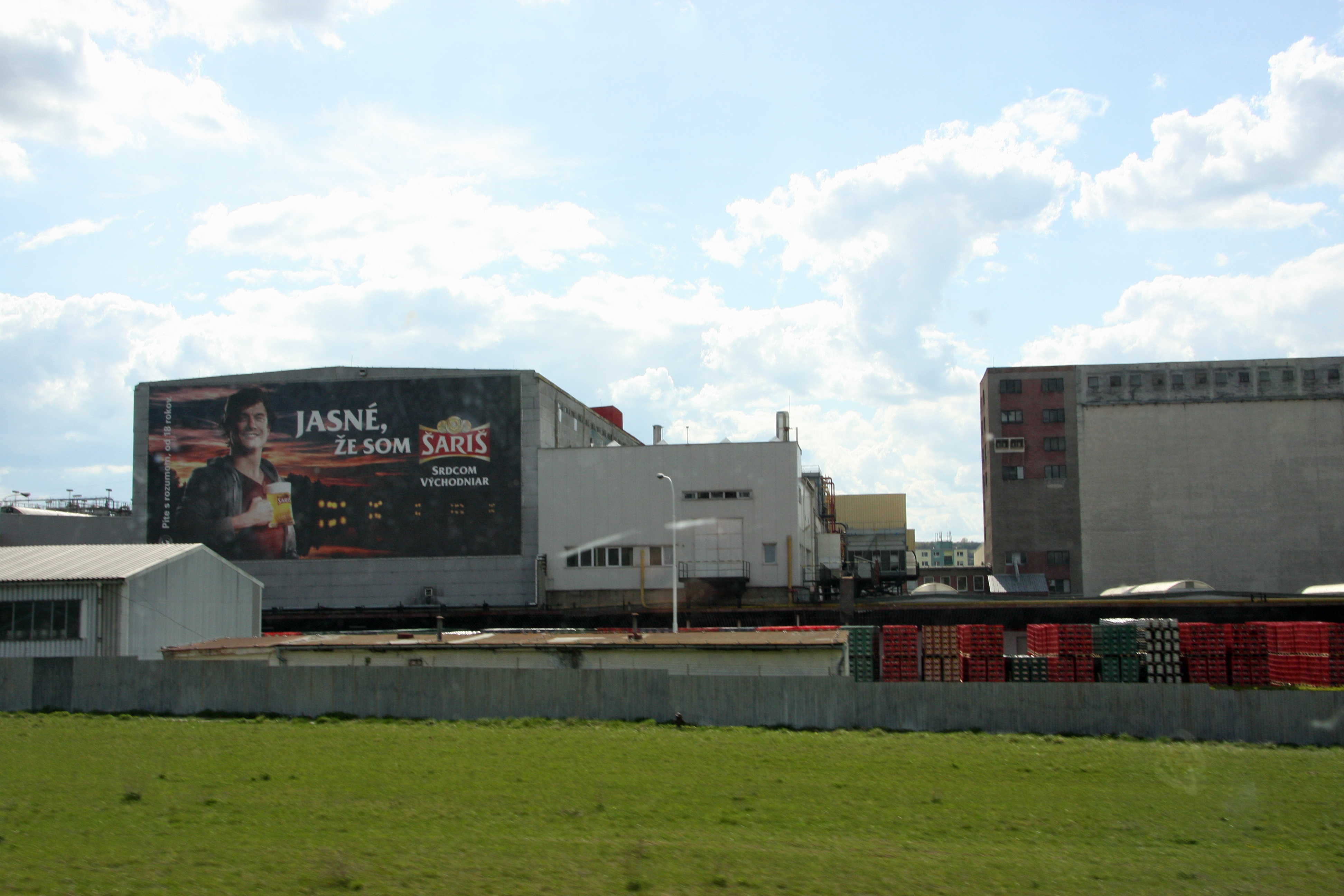
샤리시 양조장

샤리시 양조장(슬로바키아어: Pivovar Šariš)은 슬로바키아 프레쇼우 근처의 벨키샤리시에 있는 양조장으로, 슬로바키아 최대의 맥주 양조장이다. 1964년에 설립되었다. 2016년 12월 13일, 일본의 아사히 맥주에 인수되었다.